# Bogusław Gierajewski
Bogusław „Bogdan” Gierajewski (ur. 4 czerwca 1937 w Warszawie, zm. 14 marca 2025) – polski lekkoatleta, dwukrotny olimpijczyk.
Był przede wszystkim płotkarzem, choć z powodzeniem startował także w biegu na 400 metrów. Na igrzyskach olimpijskich w 1960 w Rzymie wystąpił w sztafecie 4 × 400 metrów, która odpadła w półfinale. Na igrzyskach w 1964 w Tokio startował w biegu na 400 metrów przez płotki, ale odpadł w eliminacjach.
Dwukrotnie startował w uniwersjadach. W Turynie (1959) zajął 5. miejsce w sztafecie 4 × 100 metrów i 4. miejsce w sztafecie 4 × 400 metrów. W Sofii (1961) był piąty w biegu na 400 metrów, szósty w sztafecie 4 × 100 metrów i czwarty w sztafecie 4 × 400 metrów.
Cztery razy był mistrzem Polski: na 200 metrów przez płotki w 1963, na 400 metrów przez płotki w 1963 i 1964 i w sztafecie 4 × 400 metrów w 1964. Był wicemistrzem w biegu na 400 metrów w 1960.
Reprezentował Polskę w 18 meczach międzynarodowych, odnosząc 3 zwycięstwa indywidualne. Siedem razy ustanawiał rekordy Polski na 200 m ppł, 400 m ppł. i w sztafecie 4 × 400 m.
Rekordy życiowe:
- bieg na 100 metrów – 10,6 s
- bieg na 200 metrów – 21,3 s
- bieg na 400 metrów – 47,2 s
- bieg na 200 metrów przez płotki – 23,3 s
- bieg na 400 metrów przez płotki – 51,1 s (pomiar ręczny) oraz 51,43 s (pomiar elektroniczny)

Przez większość kariery był zawodnikiem AZS Warszawa. Ukończył AWF w Poznaniu. Po zakończeniu startów pracował jako nauczyciel wychowania fizycznego oraz trener, m.in. w Szwecji i Danii. Mieszkał w Milanówku.